# 곰취속
곰취속은 국화과의 한 속이다. 아메리카를 제외한 유라시아와 아프리카에 서식하며 여러해살이풀이거나 떨기나무이다. 금방망이속과 비슷하다. 다년초로서 근생엽과 경생엽이 있다. 대개 습지에 서식하며 일부 종은 관상식물로 재배된다.

## 하위 종
한국에는 다음 아홉 종이 서식한다.
- 개담배 (Ligularia schmidtii (Maxim.) Makino)
- 갯취 (Ligularia taquetii (H.Lev. & Vaniot) Nakai)
- 곤달비 (Ligularia stenocephala (Maxim.) Matsum. & Koidz.)
- 곰취 (Ligularia fischeri (Ledeb.) Turcz.)
- 긴잎곰취 (Ligularia jaluensis Kom.)
- 무산곰취 (Ligularia japonica (Thunb.) Less.)
- 어리곤달비 (Ligularia intermedia Nakai)
- 한대리곰취 (Ligularia fischeri var. spiciformis Nakai)
- 화살곰취 (Ligularia jamesii (Hemsl.) Kom.)